# Pietro Gasparri
Pietro Gasparri, född 5 maj 1852 i Capovallazza di Ussita, Marche, död 18 november 1934 i Rom, var en italiensk, romersk-katolsk kardinal, professor i kanonisk rätt, diplomat, och politiker i kurian. Han var kardinalstatssekreterare 1914–1930, och camerlengo 1916–1934. Kardinal Gasparri undertecknade Lateranfördraget och var ledare för den kommission som tog fram 1917 års codex.

## Biografi
Pietro Gasparri var yngst av nio barn till Bernardino Gasparri och Giovanna Sili, vilka var verksamma som fårägare. Han tog tre doktorat: i teologi, filosofi och utroque iure (civil- och kanonisk rätt). Under sitt liv hade han flera betydelsefulla positioner inom de katolska institutionerna och universiteten, som professor och ärkekansler.
Den 31 mars 1877 prästvigdes han i Rom, och blev 1898 titulärärkebiskop av Cesarea di Palestina, vigd av kardinal François Richaud, ärkebiskop av Paris, där Gasparri var verksam med italienska immigranter.
1898 till 1901 var Gasparri heliga stolens apostoliska envoyé i Peru, blev sistnämnda år invald i kurian, och begav sig då till Vatikanen. 1904 utsågs han till ledare för den kommission som skulle kodifiera den kanoniska rätten, och det skulle ta honom 13 år att fullborda sitt uppdrag. Verket blev 1917 års Corpus Juris Canonici.
1907 utsågs han till kardinalpräst av San Bernardo alle Terme, och blev 1914 utsedd att ta över Domenico Ferratas roll som regeringschef, det vill säga kardinalstatssekreterare; han efterträddes på såväl denna post som i sin befattning som camerlengo av kardinal Eugenio Pacelli, som senare skulle bli påve med namnet Pius XII. 1915 erhöll han San Lorenzo in Lucina som titelkyrka.
Han var farbroder till kardinal Enrico Gasparri, som förrättade hans jordfästning i Ussita.